# هارد كنتري (فلم)
بلد صعب (بالإنجليزية: Hard Country) هو فيلم دراما تم إنتاجه في المملكة المتحدة وصدر في سنة 1981. الفيلم من إخراج ديفيد غرن.

## ملخص القصة
شابة تدعى جودي طموحها أكبر بكثير من بلدتها الصغيرة في تكساس, وتدرك أنه لتحقيق حلمها يجب أن تغادر وتتجه إلى المدينة الكبيرة، ولكن صديقها كيلي يريد البقاء في تكساس.

## الطاقم
- جان مايكل فنست as Kyle
- كيم بايسنجر as Jodie
- مايكل باركس as Royce
- غيلارد سارتين as Johnny Bob
- جاي كير as Deputy
- تانيا تاكر as Caroline
- داريل هانا as Loretta
- Mark Garibaldi as Doc Udda
- ريتشارد مول as Top Gun
- Ted Neeley as Wesley
- Michael Shain as Harry

## روابط خارجية
- مقالات تستعمل روابط فنية بلا صلة مع ويكي بيانات